# Лисенко Віктор Андрійович
Віктор Андрійович Лисенко (нар. 28 травня 1947, Миколаїв — пом. 27 липня 2003, Миколаїв) — радянський футболіст, захисник.
Насамперед відомий виступами за клуб «Чорноморець», а також національну збірну СРСР.

## Клубна кар'єра
У дорослому футболі дебютував 1964 року виступами за команду клубу «Суднобудівник» (Миколаїв), в якій провів два сезони.
1966 року перейшов до одеського «Чорноморця», за який відіграв 5 сезонів. Змушений був завершити кар'єру футболіста у 1971 році після засудження за ненавмисне вбивство у результаті ДТП.
Помер 27 липня 2003 року на 57-му році життя у місті Миколаїв.

## Виступи за збірну
1969 року дебютував в офіційних матчах у складі національної збірної СРСР. Протягом кар'єри у національній команді провів у її формі лише один офіційний матч. У тому ж році Лисенко зіграв як мінімум 7 матчів у складі олімпійської збірної СРСР.
| Дата       | Місто  | Господарі | Результат | Гості | Турнір           | Голи | Примітки |
| ---------- | ------ | --------- | --------- | ----- | ---------------- | ---- | -------- |
| 20/02/1969 | Богота | Колумбія  | 1 – 3     | СРСР  | товариський матч | 1    |          |
| Усього     |        | Матчів    | 1         |       | Голів            | 0    |          |